# 33376 Medi
33376 Medi este un asteroid din centura principală de asteroizi.

## Descriere
33376 Medi este un asteroid din centura principală de asteroizi. A fost descoperit pe 6 februarie 1999 la Pianoro de Vittorio Goretti. El prezintă o orbită caracterizată de o semiaxă mare de 2,21 ua, o excentricitate de 0,12 și o înclinație de 6,3° în raport cu ecliptica.